# Giuseppe Enrici
Giuseppe Enrici (né le 2 janvier 1896 à Pittsburgh, aux États-Unis - mort le 1er septembre 1968 à Nice) est un coureur cycliste italien. Professionnel de 1921 à 1928, il a notamment remporté le Tour d'Italie 1924.

## Palmarès

### Palmarès année par année
- 1922
  - 3e du Tour d'Italie
- 1923
  - Coppa Cavacciocchi
  - 2e du Tour d'Émilie
  - 6e du Tour d'Italie
- 1924
  - Tour d'Italie :
    - Classement général
    - 7e et 8e étapes
- 1926
  - 5e du Tour d'Italie
- 1928
  - 3e du Grand Prix de Cannes
- 1930
  - 3e du Grand Prix de Cannes

### Résultats sur les grands tours

#### Tour d'Italie
7 participations :
- 1922 : 3e
- 1923 : 6e
- 1924 : vainqueur, leader pendant 6 jours
- 1925 : abandon
- 1926 : 5e
- 1927 : abandon
- 1928 : 13e

#### Tour de France
2 participations
- 1924 : abandon (4e étape)
- 1925 : abandon (11e étape)